# Pruisisch Serrey
Pruisisch Serrey was een heerlijkheid gecentreerd rond het Litouwse dorp Seirijai die in het bezit was de vorsten van Brandenburg-Pruisen en de koning in/van Pruisen van 1691 tot 1793. Het gebied kwam terug onder Pruisische controle van 1795 tot 1807.

## Geschiedenis
Van 1691 tot 1793 was de heerlijkheid Serrey een Pruisische enclave binnen het Pools-Litouwse Gemenebest. De heerlijkheid werd samen met de heerlijkheid Tauroggen (Tauragė) overgedragen door het Huis Radziwiłł aan de heersers van Brandenburg-Pruisen na het huwelijk van markgraaf Ludwig van Brandenburg met prinses Ludwika Karolina Radziwiłł.
In 1793 werd het, samen met de heerlijkheid Tauroggen, afgestaan aan het Pools-Litouwse Gemenebest als "compensatie" voor de gebieden die waren geannexeerd tijdens de Tweede Poolse Deling; het kwam twee jaar later terug onder Pruisische controle in de Derde Poolse Deling, ditmaal als een volledig aaneengesloten deel van Pruisen binnen de provincie Nieuw-Oost-Pruisen. In 1807 ging het door de Verdragen van Tilsit over naar het hertogdom Warschau.